# Proteus (satelit)
Proteus (/pro'te.us/), cunoscut și sub numele de Neptun VIII, este al doilea cel mai mare satelit neptunian și cel mai mare satelit interior al lui Neptun. Descoperit de sonda Voyager 2 în 1989, poartă numele lui Proteu, zeul marin care își schimbă forma din mitologia greacă. Proteus orbitează în jurul lui Neptun pe o orbită aproape ecuatorială la o distanță de aproximativ 4,75 ori mai mare decât raza ecuatorului lui Neptun.
În ciuda faptului că este un corp predominant înghețat, de peste 400 kilometri (250 mi) în diametru, forma lui Proteus se abate semnificativ de la un elipsoid. Forma sa este mai mult ca un poliedru neregulat cu mai multe fațete ușor concave și relief de până la 20 kilometri (12 mi). Suprafața sa este întunecată, de culoare neutră și puternic craterizată. Cel mai mare crater al lui Proteus este Pharos, care are mai mult de 230 kilometri (140 mi) în diametru. Există, de asemenea, o serie de scarpuri, șanțuri și văi legate de cratere mari.
Proteus nu este probabil un corp original care s-a format cu Neptun. S-ar fi putut acumula mai târziu din resturile formate când a fost capturat cel mai mare satelit neptunian Triton.

## Descoperire și numire

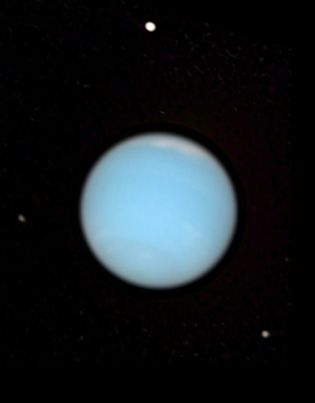
ImagineHubble cu Neptun și Proteus (sus)

Proteus a fost descoperit din imaginile realizate de sonda spațială Voyager 2 cu două luni înainte de zborul său al lui Neptun, în august 1989. Proteus a fost al treilea satelit al lui Neptun care a fost descoperit, la 40 de ani după descoperirea satelitului Nereid al lui Neptun în 1949.
La descoperire, Proteus a primit denumirea temporară provizorie S/1989 N 1. Stephen P. Synnott și Bradford A. Smith și-au anunțat descoperirea pe 7 iulie 1989, vorbind doar despre „17 cadre făcute de-a lungul a 21 de zile”, ceea ce oferă o dată de descoperire cu ceva timp înainte de 16 iunie.
Pe 16 septembrie 1991, S/1989 N 1 a fost numit după Proteu, zeul mării care își schimbă forma din mitologia greacă.
Proteus orbitează în jurul lui Neptun la o distanță de aproximativ 117.647 kilometri (73.102 mi), aproape egal cu 4,75 ori raza ecuatorială a planetei. Orbita lui Proteus este aproape circulară, având o excentricitate orbitală mică și este înclinată cu aproximativ 0,5 grade față de ecuatorul lui Neptun. Proteus este în rotație sincronă cu Neptun, ceea ce înseamnă că Proteus prezintă întotdeauna aceeași față lui Neptun.

## Orbită
Proteus orbitează în jurul lui Neptun la o distanță de aproximativ 117.647 kilometri (73.102 mi), aproape egal cu 4,75 ori raza ecuatorială a planetei. Orbita lui Proteus este aproape circulară, având o excentricitate orbitală mică și este înclinată cu aproximativ 0,5 grade față de ecuatorul lui Neptun. Proteus este în rotație sincronă cu Neptun, ceea ce înseamnă că Proteus prezintă întotdeauna aceeași față lui Neptun.
Este posibil ca Proteus să fi fost odată într-o rezonanță orbitală de 1:2 cu Larissa, unde Proteus face o orbită pentru fiecare două orbite realizate de Larissa. Datorită migrației mareice către exterior a lui Proteus în trecut, rezonanța orbitală a lui Proteus și Larissa nu mai este în vigoare. Este posibil ca Proteus să fi încetat rezonanța sa orbitală integrală cu Larissa în urmă cu câteva sute de milioane de ani.

## Caracteristici fizice

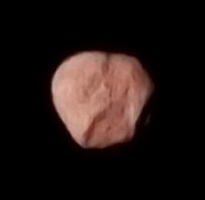
Imagine colorată „Voyager 2” cu Proteus

Proteus este al doilea cel mai mare satelit al lui Neptun și cel mai mare dintre sateliții săi regulați prograzi. Are aproximativ 420 kilometri (260 mi) în diametru, mai mare decât Nereid, al treilea satelit ca mărime al lui Neptun. Nu a fost descoperit de telescoapele de pe Pământ, deoarece Proteus orbitează atât de aproape de Neptun încât se pierde în strălucirea luminii solare reflectate.

### Compoziție
Suprafața lui Proteus este întunecată, deoarece are un albedo geometric de aproximativ 10%, ceea ce înseamnă că suprafața sa reflectă 10% din lumina pe care o primește de la Soare. Culoarea suprafeței sale este neutră, deoarece reflectanța nu se modifică în mod apreciabil cu lungimea de undă de la violet la verde. În domeniul infraroșu apropiat de lungimea de undă de 2 μm, suprafața lui Proteus devine mai puțin reflectorizantă, indicând posibila prezență a compușilor organici complecși, cum ar fi hidrocarburile sau cianurile. Acești compuși pot fi responsabili pentru albedo-ul scăzut al sateliților interiori neptunieni. Deși se crede de obicei că Proteus conține cantități semnificative de gheață, aceasta nu a fost detectată spectroscopic la suprafață.

### Formă

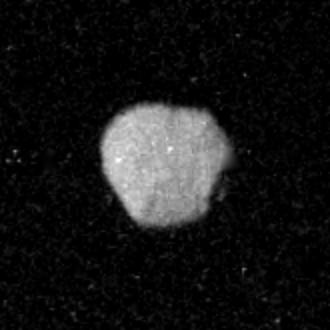
Imagine Voyager 2 a lui Proteus cu craterul său mare Pharos situat în dreapta.

Forma lui Proteus este apropiată de o sferă cu o rază de aproximativ 210 kilometri (130 mi), deși abaterile de la forma sferică sunt mari - până la 20 kilometri (12 mi); oamenii de știință cred că este la fel de mare pe cât poate fi un corp cu densitatea sa fără a se prăbuși într-o formă sferică perfectă din cauza propriei sale gravitații. Satelitul lui Saturn Mimas are o formă elipsoidală, în ciuda faptului că este puțin mai puțin masivă decât Proteus, poate din cauza temperaturii mai ridicate din apropierea lui Saturn sau a încălzirii mareice. Proteus este ușor alungit în direcția lui Neptun, deși forma sa generală este mai apropiată de un poliedru neregulat decât de un elipsoid triaxial. Suprafața lui Proteus prezintă mai multe fațete plate sau ușor concave care măsoară de la 150 la 200 km în diametru. Sunt probabil cratere de impact degradate.

### Forme de relief

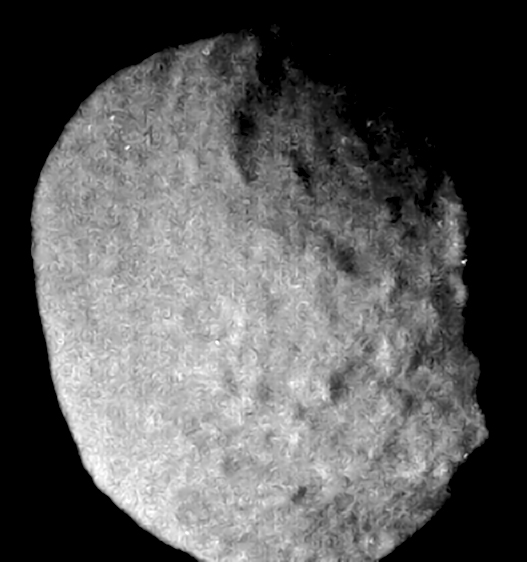
Imagine Voyager 2 a lui Proteus, procesată digital, care arată forme de relief

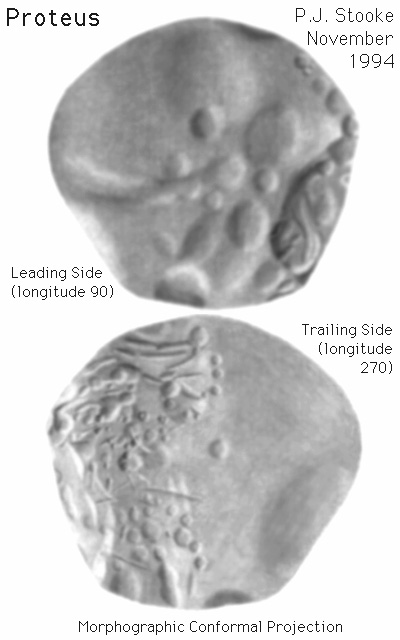
Hartă cu Proteus

Proteus este puternic craterizat, nefiind semne de modificări geologice. Cel mai mare crater, Pharos, are un diametru de la 230 la 260 km. Adâncimea sa este de aproximativ 10-15 km. Craterul are o cupolă centrală pe podea de câțiva kilometri înălțime. Pharos este singura formă de relief numită pe acest satelit: numele este grecesc și se referă la insula unde a domnit Proteus. Pe lângă Pharos, există mai multe cratere de 50-100 km în diametru și multe altele cu diametre mai mici de 50 km.
Alte forme de relief de pe Proteus includ caracteristici liniare, cum ar fi scarpurile, văile și șanțurile. Cel mai proeminent este paralel cu ecuatorul la vest de Pharos. Aceste forme de relief s-au format probabil ca urmare a impacturilor gigantice, care l-au format pe Pharos și alte cratere mari sau ca urmare a tensiunilor mareice de la Neptun.

### Forme de relief numite
Craterele proteane sunt numite după spirite, zei, zeițe legate de apă (cu excepția numelor grecești și romane). La data de iunie 2021, pe acest corp există un singur crater numit.
| Crater | Pronunție | Diametru(km) | Anul Aprobării | Eponim                                                     | Ref   |
| ------ | --------- | ------------ | -------------- | ---------------------------------------------------------- | ----- |
| Pharos | /'fa.ros/ | 230–260 km   | 1994           | Farul din Alexandria (Pharos), insula unde a domnit Proteu | WGPSN |

## Origine
Proteus, ca și ceilalți sateliți interiori ai lui Neptun, este puțin probabil să fie un corp original care s-a format odată cu el și este mai probabil să se fi acretat din molozul care a fost produs după capturarea lui Triton. Orbita lui Triton la capturare ar fi fost extrem de excentrică și ar fi provocat perturbări haotice în orbitele sateliților neptunieni interiori originali, făcându-i să se ciocnească și să se reducă la un disc de moloz. Abia după ce orbita lui Triton s-a circularizat, o parte din discul de moloz s-a reacretat în sateliții actuali ai lui Neptun.
Proteus a avut inițial o orbită mai mică în jurul lui Neptun și este posibil să se fi format mai aproape de planetă. La momentul formării lui Proteus, s-a estimat că orbita sa era cu 8.000 kilometri (5.000 mi) mai mică decât distanța actuală față de Neptun. De-a lungul timpului, Proteus a migrat spre exterior de la Neptun prin interacțiuni mareice. În timpul migrației către exterior a lui Proteus, coliziunile și evenimentele de impact ar putea să fi format cratere mari și să fi aruncat fragmente de Proteus pe orbită în jurul lui Neptun. O coliziune a lui Proteus și a unui alt obiect ar putea explica originea satelitului mai mic al lui Neptun, Hippocamp, care orbitează aproape de Proteus.